# Tommy Wieringa
Tommy Wieringa (20 de maio de 1967) é um escritor holandês, que começou sua carreira como jornalista e escritor de livros de viagens.
Wieringa recebeu o Prêmio Ferdinand Bordewijk, em 2006, por seu romance Joe Speedboot (2005) e o Prêmio Libris, em 2013, pelo romance Dit zijn de namen (2012). Em 2018 ganhou o Bookspot Literatuurprijs, pelo romance De heilige Rita. Seu romance De dood van Murat Idrissi (2017) (em inglês:The Death of Murat Idrissi), foi indicado ao International Booker Prize, em 2019.

## Ligações Externas
- Tommy Wieringa, site oficial hospedado pela editora De Bezige Bij.